# Tatiana Karpova
Pour les articles homonymes, voir Karpova.
Tatiana Lvovna Karpova (en russe : Татьяна Львовна Карпова), née le 24 décembre 1960, est une historienne d'art soviétique et russe, docteur en histoire de l'art (2009), auteure d'une série d'ouvrages sur l'histoire de l'art russe du XIXe siècle et XXe siècle, vice-directrice scientifique de la galerie Tretiakov (depuis 2013).

## Biographie
De 1978 à 1983, Tatiana Karpova étudie à l'Université d'État de Moscou. En 1983, elle termine les cours de la faculté d'histoire de cette université dans la section d'histoire et de théorie de l'art. Son travail de fin d'étude est consacré au peintre autrichien portraitiste Johann Baptist von Lampi.
De 1989 à 1992, Tatiana Karpova suit les cours de l'institut d'état d'histoire de l'art. Elle a comme professeur Grigori Yourevtich Stepnine. En 1993, elle soutient sa thèse sur le thème du portrait dans le monde culturel russe des années 1860—1870 ,,.
À partir de 1983, Tatiana Karlova devient collaboratrice à la galerie Tretiakov, et durant de nombreuses années travaille dans la section peinture de la deuxième moitié du XIXe  — début du  XXe siècle. En 2009, elle défend sa thèse de doctorat sur le thème l'œuvre de Henryk Siemiradzki et le style académique tardif puis reçoit le titre de doktor nauk en histoire de l'art. En 2013, elle est nommée vice-directrice de la section scientifique de la galerie Tretiakov. Elle est membre du comité d'acquisition et d'attribution de la Galerie.
Depuis 1995, Tatiana Karpova travaille comme collaboratrice scientifique principale de l'institut d'État d'histoire de l'art, puis depuis 2009, comme collaboratrice au département d'art plastique et d'architecture du même institut.
Tatiana Karlova est l'auteure d'une série d'ouvrages consacrés à la peinture russe des XIXe et XXe siècles parmi lesquels ceux sur les peintres Henryk Siemiradzki, Ivan Kramskoï et Nikolaï Gay. Elle a participé à l'organisation d'expositions d'art et a été conservatrice des projets de grandes expositions telles que celle Prisonniers de la beauté. Académie russe et salons d'art des années 1830—1910 (Galerie Tretiakov, 2004—2005), Où est la vérité ? de Nikolaï Gay pour le 180e anniversaire de sa naissance (galerie Tretiakov , 2011—2012) et Cadre précieux. Le tableau et son encadrement. Dialogues (galerie Tretiakov, 2014). Elle participe à plusieurs reprises aux programmes des émissions de la station de radio Écho de Moscou à propos de La Collection Tretiakov et Les Palais du musée.

## Ouvrages de Tatiana Karpova
- Tatiana Lvovna Karpova (dir.) (trad. Corinne Billod Zender), Magie du paysage russe, chefs-d'œuvre de la galerie nationale Tretiakov, Moscou, Milan/Lausanne, Musée cantonal des Beaux-arts de Lausanne et 5 Continents, 2014, 155 p. (ISBN 978-88-7439-682-5)
- (ru) Tatiana Karpova : Le sens du visage. Le portrait russe de la seconde moitié du XIXe-début du XXe s. Saint-Pétersbourg 2000 / Русский портрет второй половины XIX — начала XX века. Опыт самопознания личности. Санкт-Петербург, Алетейя, 2000,  (ISBN 5-89329-331-2)
- (ru) Tatiana Karopva : Ivan Kramskoï , Moscou, ville blanche, 2000,  (ISBN 5-7793-0271-5)
- (ru) Tatiana Karpova : Nikolaï Gay Moscou, ville blanche, 2002,  (ISBN 5-7793-0291-X)
- (ru) Tatiana Karpobva: Henryk Siemiradzki Saint-Pétersbourg, le siècle d'or, peintre de Russie, 2008,  (ISBN 978-5-342-00114-4)